# NGC 4566
NGC 4566 (другие обозначения — UGC 7769, MCG 9-21-24, ZWG 270.12, KARA 539, PGC 42007, CIG 539) — спиральная галактика в созвездии Большой Медведицы.
Эта галактика имеет два туго закрученных спиральных рукава, образующих кольцо. В красной и инфракрасной части спектра заметен бар искривлённой формы. Хотя эта галактика классифицируется как Sb, её показатель цвета B−V скорее соответствует типам S0a или Sa. Вблизи есть три карликовых галактики, и NGC 4566, возможно, относится к взаимодействующим галактикам.
Этот объект входит в число перечисленных в оригинальной редакции «Нового общего каталога».